# Reggio di Calabria Centrale
Reggio di Calabria Centrale (włoski: Stazione di Reggio di Calabria Centrale) – stacja kolejowa w Reggio di Calabria, w regionie Kalabria, we Włoszech. Znajduje się tu 5 peronów. Jest największą stacją kolejową w Kalabrii, położona między południowym krańcem Lungomare Falcomatà i na prawym brzegu Calopinace, na Piazza Garibaldi.
Obsługuje około 2,500,000 pasażerów rocznie, jest jednym z najważniejszych węzłów krajowego systemu kolejowego, jest częścią programu Centostazioni Ferrovie dello Stato, i jest punktem wyjścia linii Tirrenica Meridionale i Jonica.